# Les Larmes de saint Pierre (La Tour)
Pour les articles homonymes, voir Les Larmes de saint Pierre.
Les Larmes de saint Pierre est un tableau réalisé en 1645 par le peintre lorrain Georges de La Tour. De format vertical, cette huile sur toile est une peinture chrétienne exécutée en clair-obscur. Elle représente Pierre pendant sa repentance après qu'il a feint de ne pas connaître Jésus durant la Passion de ce dernier. Éclairé par une lanterne à ses pieds, le vieil apôtre y figure les larmes aux yeux alors qu'il se tient assis les mains jointes en prière à côté d'un coq dont le chant lui a rappelé son reniement, que le Christ avait prédit. L'œuvre est conservée depuis 1951 au Cleveland Museum of Art, à Cleveland, dans l'Ohio, aux États-Unis.

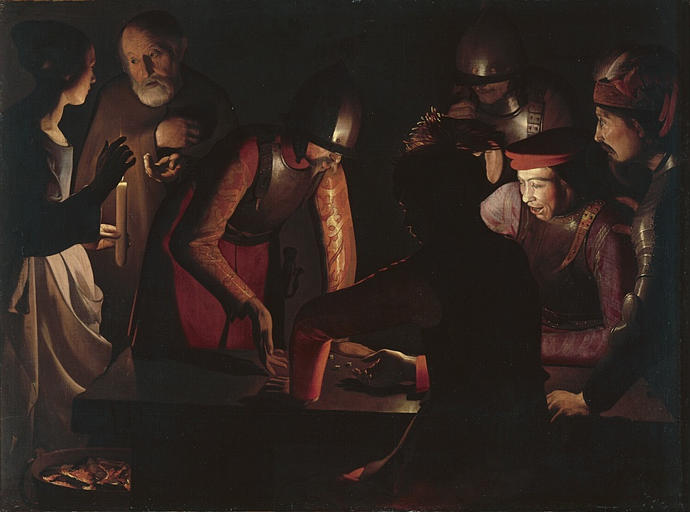
Le Reniement de saint Pierre, 1650 – Musée d'Arts de Nantes, Nantes.